# Departamento Chicoana
Das Departamento Chicoana liegt im Zentrum der Provinz Salta im Nordwesten Argentiniens und ist eine von 23 Verwaltungseinheiten der Provinz.
Es grenzt im Norden an die Departamentos Rosario de Lerma und Cerrillos, im Osten an das Departamento Capital, im Süden an das Departamento La Viña und im Westen an die Departamentos San Carlos und Cachi.
Die Hauptstadt des Departamento ist das gleichnamige Chicoana.

## Klima
Die mittlere Temperatur beträgt 17 °C (Maximum 36 °C – Minimum 6 °C). Die relative Luftfeuchtigkeit schwankt zwischen 20 und 80 Prozent. Die jährlichen Niederschläge übersteigen 800 Millimeter.

## Städte und Gemeinden
Das Departamento Chicoana ist in folgende Gemeinden (Municipios) aufgeteilt:
- Chicoana (2. Kategorie)
- El Carril (2. Kategorie)

Weitere Siedlungen am Gebiet des Departamentos sind:
- Calvimonte
- Escoipe
- Viñaco

## Wirtschaft
Hauptanbauprodukte in der Landwirtschaft sind Tabak der Sorten Virginia und Criollo, Bohnen, Mais, Kürbis und Pfefferschoten, Erbsen, Paprika, Äpfel, Zitrone, Pfirsich und Pflaume.
Die Viehwirtschaft züchtet Rinder, Schafe und Ziegen.
In der Forstwirtschaft findet man den Lorbeerbaum, den Johannisbrotbaum und den Nussbaum.